# 娛樂直播
《娛樂直播》是香港電視廣播有限公司的一個非常態（即非經常性播放）娛樂資訊節目，於2005年9月19日起播出，前身是綜合資訊節目《香港直播》。《娛樂直播》的節目內容包括娛樂動態及嘉賓專訪，每日下午播出後會在深夜時段重播（如遇上特別事件，如政府記者會或部分重要的立法會會議，則改為只於深夜播出或全日暫停播映此節目），是無綫節目中較少出現的安排。節目的娛樂新聞內容片段，不少會與前一日的《東張西望》重複。
當節目於香港的下午時段播放完畢後，無綫電視會將該節目安排在其海外的電視頻道播放，但節目會改稱為《娛樂搜播》。
本節目已於2009年1月30日播映後正式完結，由2009年2月2日起，同時段將會播映《今日VIP》。

## 主持人
每天，無綫均會為該節目安排兩名主持，而嘉賓訪問環節方面，初期多數由男主持負責，但後來已再無硬性規定，主要是因應部份集數的兩名主持皆為女性。主持人包括：
- 陳芷菁
- 崔建邦
- 王賢誌
- 吳家樂
- 敖嘉年
- 李天翔
- 葉翠翠
- 麥雅緻
- 陸詩韻
- 鄧上文
- 陳永業 (於2008年加入)
- 陳美詩 (於2008年3月加入)
- 吳幸美 (於2008年7月加入)
- 梁奕倫 (於2008年7月加入)

## 專訪嘉賓
| 首播日期                        | 嘉賓                           |
| 2005年10月3日、 2005年10月4日   | 鄭秀文                         |
| 2005年10月5日                   | 關錦鵬、鄭秀文                 |
| 2005年11月14日                  | 吳京、黃柏高                   |
| 2005年11月17日                  | 黎姿                           |
| 2005年12月27日                  | 鍾嘉欣                         |
| 2006年1月3日                    | 楊丞琳                         |
| 2006年1月13日                   | 容祖兒                         |
| 2006年1月26日                   | 歐陽震華                       |
| 2006年3月29日                   | 馬浚偉、黎耀祥                 |
| 2006年4月12日                   | 許志安                         |
| 2006年7月13日                   | 官恩娜                         |
| 2006年7月14日                   | 賀軍翔                         |
| 2006年7月28日                   | 李琳琳                         |
| 2006年8月14日                   | 森美、小儀                     |
| 2006年9月11日                   | 何韻詩                         |
| 2006年9月26日                   | 吳京                           |
| 2006年9月27日                   | 陶大宇                         |
| 2006年10月2日                   | 庾澄慶                         |
| 2006年10月13日                  | 劉亦菲                         |
| 2006年10月30日                  | 何超儀                         |
| 2006年11月3日                   | 張敬軒                         |
| 2006年11月13日、 2006年11月14日 | 郭富城、楊采妮                 |
| 2006年12月13日                  | 李玟                           |
| 2006年12月21日、 2006年12月22日 | 陳秋霞                         |
| 2007年1月15日、 2007年1月16日   | 夏雨                           |
| 2007年1月22日                   | 李婉華                         |
| 2007年1月24日                   | 草蜢                           |
| 2007年2月5日                    | 楊思琦、岳華                   |
| 2007年2月5日                    | 林一峰、趙學而                 |
| 2007年3月19日                   | 河國榮                         |
| 2007年4月3日                    | 張家輝                         |
| 2007年4月4日                    | 陳法拉                         |
| 2007年4月19日                   | 艾粒                           |
| 2007年6月6日                    | Soler                          |
| 2007年6月7日                    | 蔡卓妍                         |
| 2007年6月12日                   | Zarahn                         |
| 2005年11月14日                  | 魯文傑、魏綺珊                 |
| 2007年7月25日                   | 顏福偉                         |
| 2007年8月9日                    | 洪卓立、鍾舒漫                 |
| 2007年8月10日                   | 曹格                           |
| 2007年8月15日                   | 張靚穎                         |
| 2007年8月30日                   | 何韻詩                         |
| 2007年9月11日                   | 高鈞賢、徐子珊                 |
| 2007年9月18日                   | 陳曉東                         |
| 2007年9月27日                   | 滕麗名                         |
| 2007年10月3日                   | 棒棒堂                         |
| 2007年11月19日                  | 張棟樑                         |
| 2007年12月7日                   | 楊丞琳                         |
| 2007年12月14日                  | 張致恆、蔡卓妍                 |
| 2007年12月18日                  | 黃浩然                         |
| 2007年12月19日                  | 羅敏莊                         |
| 2007年12月24日                  | 官恩娜                         |
| 2008年1月1日                    | 容祖兒                         |
| 2008年1月3日                    | 黃宗澤                         |
| 2008年1月8日                    | 謝安琪                         |
| 2008年1月14日                   | 楊秀惠                         |
| 2008年1月23日、 2008年1月24日   | 陳慧嫻                         |
| 2008年1月28日                   | 羅志祥                         |
| 2008年1月29日                   | 鄭希怡                         |
| 2008年2月18日                   | 鄭嘉穎、周麗淇                 |
| 2008年2月20日                   | 滕麗名                         |
| 2008年3月3日                    | 劉心悠                         |
| 2008年3月7日                    | 方力申、鄧麗欣                 |
| 2008年3月20日                   | 楊愛瑾                         |
| 2008年3月25日                   | 張敬軒                         |
| 2008年4月4日                    | 劉以達                         |
| 2008年4月25日                   | 盧冠廷                         |
| 2008年4月28日                   | 張家輝、孟瑤                   |
| 2008年4月30日                   | 王友良                         |
| 2008年5月1日                    | 何韻詩                         |
| 2008年5月12日                   | 李蕙敏                         |
| 2008年5月13日                   | 馬德鐘                         |
| 2008年5月14日                   | Freeze                         |
| 2008年5月16日                   | 黃長興、黃長發、高鈞賢、袁偉豪 |
| 2008年5月26日                   | 佘詩曼                         |
| 2008年5月30日                   | 黃家強                         |
| 2008年6月3日                    | 蔡少芬                         |
| 2008年6月4日                    | 林保怡、姚子羚                 |
| 2008年6月5日                    | 鄭融                           |
| 2008年6月6日                    | 徐榮                           |
| 2008年6月12日                   | 蒙嘉慧                         |
| 2008年6月17日                   | 江若琳                         |
| 2008年6月19日、 2008年6月20日   | I Love U Boyz                  |
| 2008年6月25日                   | Amanda S.                      |
| 2008年6月26日                   | 黃貫中                         |
| 2008年7月2日                    | 徐子珊                         |
| 2008年7月4日                    | 鄭元暢、林依晨                 |
| 2008年7月7日、 2008年7月8日     | 蘇永康                         |
| 2008年7月9日                    | 余慕蓮                         |
| 2008年7月10日                   | 賈曉晨                         |
| 2008年7月14日                   | 周定緯、潘裕文、許仁杰         |
| 2008年7月16日                   | 丘凱敏、曹敏莉                 |
| 2008年7月17日                   | 浮世繒                         |
| 2008年7月18日                   | 劉雅麗                         |
| 2008年7月21日、 2008年7月22日   | 鄭丹瑞                         |
| 2008年7月23日                   | 馬浚偉、梁家駒                 |
| 2008年7月24日                   | 狄娜                           |
| 2008年7月25日                   | 方力申                         |
| 2008年7月29日                   | 傅穎                           |
| 2008年7月28日                   | 森美、Leo(詹志民)、朱薰        |
| 2008年8月6日                    | Mandy Lieu                     |
| 2008年8月26日                   | 林宥嘉                         |
| 2008年8月27日                   | 關心妍                         |
| 2008年8月28日                   | 胡彥斌                         |
| 2008年8月29日                   | 李司棋                         |
| 2008年9月1日                    | 陳柏宇                         |
| 2008年9月2日                    | 王祖藍                         |
| 2008年9月3日                    | 應昌佑                         |
| 2008年9月4日                    | 劉浩龍                         |
| 2008年9月5日                    | 陳法拉                         |
| 2008年9月8日、 2008年9月9日     | 關菊英                         |
| 2008年9月10日                   | 楊怡                           |
| 2008年9月11日                   | 陳豪                           |
| 2008年9月12日                   | 古巨基                         |
| 2008年9月15日                   | 側田                           |
| 2008年9月19日                   | 林峯                           |
| 2008年9月25日                   | 李楓                           |
| 2008年9月30日                   | 鄭嘉穎                         |
| 2008年10月1日                   | 林峯                           |
| 2008年10月2日                   | HotCha                         |
| 2008年10月3日                   | 蒙嘉慧                         |
| 2008年10月6日                   | 鍾景輝                         |
| 2008年10月7日、 2008年10月8日   | 陳秋霞                         |
| 2008年10月9日、 2008年10月10日  | 郭晉安                         |
| 2008年10月13日、 2008年10月14日 | 廖啟智                         |
| 2008年10月15日                  | 胡琳                           |
| 2008年10月17日                  | 范瑋琪                         |
| 2008年10月20日                  | 關禮傑                         |
| 2008年10月21日                  | 甘國亮                         |
| 2008年10月22日                  | 黎彼得                         |
| 2008年10月23日                  | 林保怡                         |
| 2008年10月24日                  | 陳寶珠                         |
| 2008年10月27日                  | 黃宗澤                         |
| 2008年10月28日、 2008年10月29日 | 汪明荃                         |
| 2008年10月30日                  | 陳綺貞                         |
| 2008年10月31日                  | 楊婉儀                         |
| 2008年11月3日                   | 陳鍵鋒                         |
| 2008年11月4日                   | 官恩娜                         |
| 2008年11月5日                   | 王菀之                         |
| 2008年11月6日                   | 羅凱珊                         |
| 2008年11月7日                   | 洪卓立                         |
| 2008年11月10日                  | 蕭正楠                         |
| 2008年11月11日                  | 王祖藍                         |
| 2008年11月12日                  | 周柏豪                         |
| 2008年11月13日                  | 石修                           |
| 2008年11月14日                  | 陳偉霆                         |
| 2008年11月17日                  | 夏雨                           |
| 2008年11月18日                  | 米雪                           |
| 2008年11月19日                  | 森美、唐素琪                   |
| 2008年11月20日                  | 泳兒                           |
| 2008年11月21日                  | 王祖藍                         |
| 2008年11月24日                  | 江若琳                         |
| 2008年11月25日                  | 黎耀祥                         |
| 2008年11月26日                  | Freeze                         |
| 2008年11月27日                  | 許志安、劉浩龍                 |
| 2008年11月28日                  | 吳雨霏、鄧麗欣                 |
| 2008年12月1日                   | 郭可盈                         |
| 2008年12月2日                   | 胡定欣                         |
| 2008年12月3日                   | 余安安                         |
| 2008年12月4日                   | 楊怡                           |
| 2008年12月5日                   | 黃浩然                         |
| 2008年12月8日                   | 甄子丹                         |
| 2008年12月9日                   | 張惠妹                         |
| 2008年12月10日                  | 郭羨妮                         |
| 2008年12月11日                  | 孫耀威                         |
| 2008年12月12日                  | F.I.R                          |
| 2008年12月15日                  | 吳君麗                         |
| 2008年12月16日                  | 關楚耀                         |
| 2008年12月17日、 2008年12月18日 | 秦沛                           |
| 2008年12月19日                  | 單紫寧                         |
| 2008年12月22日                  | 張如城                         |
| 2008年12月23日、 2008年12月24日 | 戚美珍                         |
| 2008年12月25日、 2008年12月26日 | 陳百祥                         |
| 2008年12月29日、 2008年12月30日 | 容祖兒                         |
| 2008年12月31日                  | 黃德斌                         |
| 2009年1月2日                    | 伍佰                           |
| 2009年1月5日                    | 劉心悠                         |
| 2009年1月6日                    | Leo(詹志民)、阿喱(張家豐)      |
| 2009年1月7日                    | 賈曉晨、狄易達、區俊濤         |
| 2009年1月8日                    | Square                         |
| 2009年1月9日                    | 麥浚龍                         |
| 2009年1月12日                   | G.E.M.(鄧紫棋)                 |
| 2009年1月13日                   | 裕美                           |
| 2009年1月14日                   | 胡杏兒                         |
| 2009年1月15日                   | 鍾舒漫                         |
| 2009年1月16日                   | 何韻詩                         |
| 2009年1月19日                   | HotCha                         |
| 2009年1月20日                   | 鄭希怡                         |
| 2009年1月21日                   | 吳浩康                         |
| 2009年1月22日                   | 薛凱琪                         |
| 2009年1月23日                   | 宋熙年                         |
| 2009年1月29日                   | 林敏驄                         |
| 2009年1月30日                   | 鄭欣宜                         |

## 外部連結
- 無綫電視官方網頁 - 娛樂直播 （页面存档备份，存于）

## 作品的變遷
| 無綫電視翡翠台 星期一至五 15:05-15:40 | 無綫電視翡翠台 星期一至五 15:05-15:40 | 無綫電視翡翠台 星期一至五 15:05-15:40 |
| ------------------------------------- | ------------------------------------- | ------------------------------------- |
|                                       | 娛樂直播 （2005.09.19 - 2009.01.30）  |                                       |
| 香港直播 （2004.11.22 - 2005.09.16）  | 今日VIP （2009.02.02 - 2020.01.10）   |                                       |